# Eucalyptus elata
Eucalyptus elata är en myrtenväxtart som beskrevs av Dehnh.. Eucalyptus elata ingår i släktet Eucalyptus och familjen myrtenväxter. Inga underarter finns listade i Catalogue of Life.

## Bildgalleri

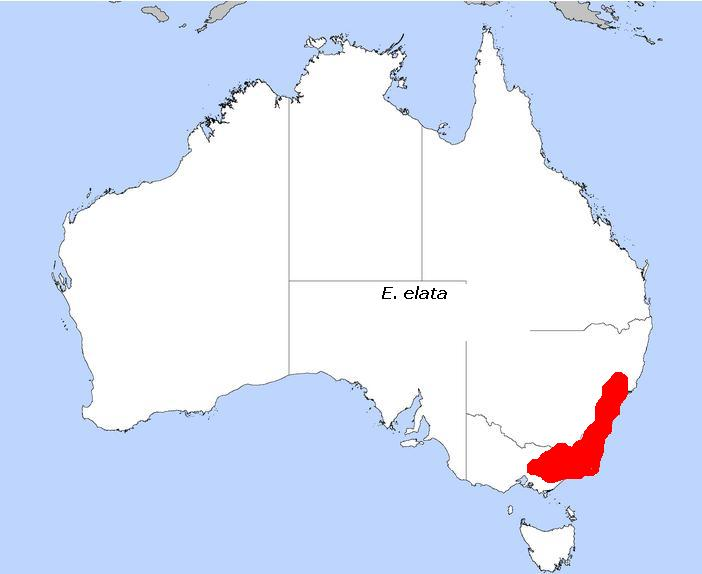